# Lluís Pujals i Carretero
Lluís Pujals i Carretero   (Berga, 22 de gener de 1966) és un músic i compositor de sardanes.
Als vuit anys va començar a cursar estudis de música, concretament de solfeig, amb Montserrat Perayre, i de clarinet amb Ramon Sobrevies, a l'Escola Municipal de Música de Berga. Després va fer estudis generals al Conservatori de Música Isaac Albéniz, i va estudiar saxofon, oboè i harmonia amb Francesc Elias, Francesc Castillo i Antonio Peral, respectivament. Exerceix de professor de saxofon a les escoles L'Espill de Berga i Santa Maria de Blanes. A més, ha estat membre de les cobles Pirineu (1976-82), Bages (1983-84), La Principal de Barcelona (1985-87) i la Sant Jordi (1986), de l'Orquestra de Cambra Catalana i de la cobla La Principal de la Bisbal.
També ha compost diverses sardanes, i participat en gravacions com a solista de tible, oboè i saxofon. El 2016, la cobla La Principal de la Bisbal va gravar un disc recopilatori amb les sardanes compostes per Pujals.